# أبو جعفر المغربل
أبو جعفر الحمصي ( 17 أغسطس 1981 -) (لقب بأبو جعفر المغربل) هو ناشط سياسي سوري.

## حياته ونشأته
بدوي عبد الغفار المغربل الملقّب ب «أبو جعفر المغربل» من مواليد 17 أغسطس 1981 في حمص السوريا، جورة الشياح حي القرابيص حيث كان يعمل في صيانة الأجهزة الإلكترونية.

## نشاطه السياسي
اشتهر أبو جعفر المغربل بناشط سياسي ضد نظام البعث في سورية وإلتحق في صفوف الثورة في أول بدايتها أوائل عام 2011 وكان من أول المحرضين على الخروج بالمظاهرات في مدينته حمص، وله خروجه المتميز على شاشات التلفزة الأخبارية في قناة الجزيرة والعربية، وأغلب القنوات الأخبارية حيث إعتقل أربع مرات في حمص ولم يكن وقتها يظهر على الشاشات بالصورة بل كان يغطي أخبار الثورة من حمص بالصوت فقط لكن ما استمرت المظاهرات السلمية في سورية حتى بدأ كأول ناشط يظهر بالصوت والصورة بعد أن إتهمه النظام السوري وعلى رأسه وزير الخارجية وليد المعلم أنه غير موجود في سورية أصلاَ. تعرض الناشط أبو جعفر المغربل إلى عدّة عمليات اغتيال على أيدي النظام.